# Потоки (Жмеринский район)
Потоки (укр. Потоки) — село на Украине, находится в Жмеринском районе Винницкой области.
Код КОАТУУ — 0521084503. Население по переписи 2001 года составляет 707 человек. Почтовый индекс — 23142. Телефонный код — 4332.
Занимает площадь 2,56 км².

## Адрес местного совета
23142, Винницкая область, Жмеринский р-н, с. Потокы